# Эрфуртская катастрофа

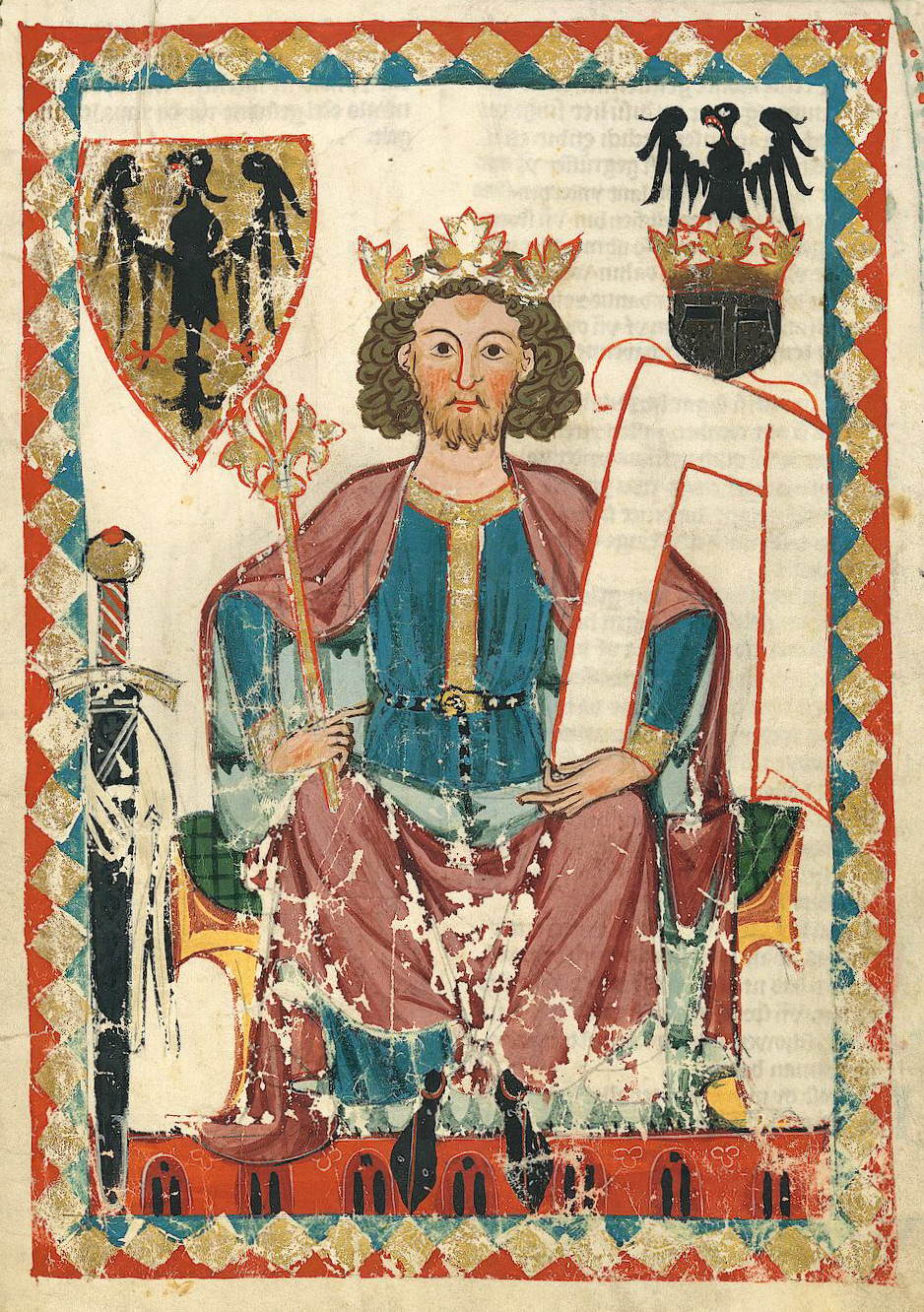
Будущий император Священной Римской империи Генрих VI, выживший во время Эрфуртской катастрофы

Эрфуртская катастрофа (нем. Erfurter Latrinensturz) — несчастный случай, произошедший 26 июля 1184 года, когда король Германии Генрих VI провёл хофтаг в крепости Петерсберг в Эрфурте. Утром 26 июля под общим весом собравшейся знати деревянный второй этаж здания рухнул, и большинство из них провалились в выгребную яму под цокольным этажом, где около 60 из них погибло, утонув в жидких экскрементах или задохнувшись от вдыхания их паров. Это событие известно как Erfurter Latrinensturz (букв. «Эрфуртское падение в выгребную яму»).

## Предыстория
Летом 1184 году римский король Генрих VI, сын и соправитель императора Священной Римской империи Фридриха I Барбароссы, по приказу отца возглавил военный поход, целью которого была помощь польскому князю Мешко III в борьбе против брата, Казимира II. В июле 1184 года он был в Эрфурте, где решил уладить конфликт между ландграфом Тюрингии Людвигом III и архиепископом Майнца Конрадом, возникший после раздела владений Генриха Льва. Для этого он созвал хофтаг — неофициальное собрание имперской знати.

## Событие
По одной версии, Эрфуртский хофтаг проходил в замке — резиденции архиепископа Майнца, по другой — в церкви Святой Марии. На нём присутствовало большое количество светских и церковных князей Священной Римской империи, знатные горожане и король Генрих VI. 26 июля они собрались на втором этаже здания. Вскоре после начала встречи старый деревянный пол в помещении, где она проходила, обвалился под тяжестью находящихся в помещении людей. В результате большинство участников провалились на первый этаж, пол которого также не выдержал тяжести упавших на него людей, поэтому некоторые провалились ещё ниже — в выгребную яму, нечищенную годами. Около 60 человек погибло, многие получили травмы.
Из тех, кто умер, многие утонули в человеческих экскрементах или задохнулись от выделяемых разлагающимися отходами паров, в то время как другие были раздавлены падающими обломками; некоторых удалось вытащить.
Среди погибших были дворянин Генрих фон Шварцбург, из-за которого начался конфликт, Фридрих фон Абенберг, бургграф Фридрих I фон Кирхберг, граф Гозмар III фон Цигенхайн, Бурхард фон Вартберг, Берингер фон Меллинген. В числе упавших в выгребную яму был и ландграф Людвиг III, однако его удалось спасти. Не упали вниз только те, кто сидел в нише с каменным полом. Среди них был и король Генрих, и архиепископ Конрад. Чтобы их снять, пришлось тащить лестницы.
Эрфуртская хроника сообщает, что король Генрих был настолько ошарашен внезапной гибелью своих приближённых, что тут же покинул Эрфурт, а спор между ландграфом и архиепископом так и остался нерешённым.